# Qianlingula
Qianlingula is een geslacht van spinnen uit de  familie van de kraamwebspinnen (Pisauridae).

## Soorten
- Qianlingula bilamellata Zhang, Zhu & Song, 2004
- Qianlingula jiafu Zhang, Zhu & Song, 2004
- Qianlingula turbinata Zhang, Zhu & Song, 2004